# Triple (baseball)
Pour les articles homonymes, voir Triple.
 (février 2024).
Si vous disposez d'ouvrages ou d'articles de référence ou si vous connaissez des sites web de qualité traitant du thème abordé ici, merci de compléter l'article en donnant les références utiles à sa vérifiabilité et en les liant à la section « Notes et références ».

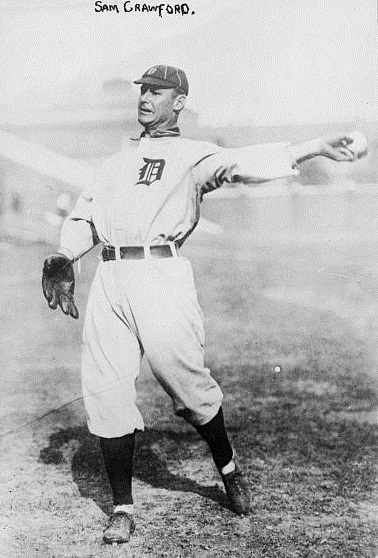
Sam Crawford, le leader incontesté en triple.

Un triple est un terme employé au baseball. Il s'agit d'un coup sûr permettant au frappeur d'atteindre sauf le troisième but, d'un seul élan.
Dans le même ordre d'idées, un simple est un coup sûr qui permet au frappeur d'atteindre sauf le premier but et un double est un coup sûr lui permettant d'atteindre le deuxième but. En revanche, un coup de quatre buts est appelé un coup de circuit.
Puisqu'un triple ne sera inscrit comme tel à la feuille de pointage que si le joueur a atteint le troisième coussin sans profiter d'une erreur de la défensive adverse, et qu'il demande à l'athlète d'allier puissance au bâton et grande rapidité, ils sont devenus rares au baseball, et sont considérés comme un des jeux  les plus excitants à observer pour le spectateur.
Les records de triples datent de la fin du XIXe siècle ou du début du XXe siècle, avant ce qu'on a appelé « l'ère moderne » du baseball. Depuis plusieurs décennies, il est très rare qu'un joueur frappe plus de 10 ou 15 triples en une saison complète (162 matchs aujourd'hui), à quelques exceptions près, par exemple Jimmy Rollins qui a dominé les majeures en 2007 avec une récolte notable de 20 triples.

## Records
Les records des Ligues majeures de baseball au chapitre des triples.

### En carrière
Entre parenthèses, les années d'activité du joueur.
1. Sam Crawford (1899 - 1917) - 309
2. Ty Cobb (1905 - 1928) - 295
3. Honus Wagner (1897 - 1917) - 252
4. Jake Beckley (1888 - 1907) - 243
5. Roger Connor (1880 - 1897) - 233
6. Tris Speaker (1907 - 1928) - 222
7. Fred Clarke (1894 - 1915) - 220
8. Dan Brouthers (1879 - 1904) - 205
9. Joe Kelley (1891 - 1908) - 194
10. Paul Waner (1926 - 1945) - 191

### En une saison
- 1. Chief Wilson (1912) - 36
- 2. Dave Orr (1886) - 31
- 2. Heinie Reitz (1894) - 31
- 4. Perry Werden (1893) - 29
- 5. Harry Davis (1897) - 28
- 5. Jimmy Williams (1899) - 28
- 7. George Davis (1893) - 27
- 7. Sam Thompson (1894) - 27
- 9. Sam Crawford (1914) - 26
- 9. Kiki Cuyler (1925) - 26
- 9. Joe Jackson (1912) - 26
- 9. John Reilly (1890) - 26
- 9. George Treadway (1894) - 26